# Oleksandrivka, Jmerînka
Oleksandrivka (în ucraineană Олександрівка) este localitatea de reședință a comunei Oleksandrivka din raionul Jmerînka, regiunea Vinnița, Ucraina.

## Demografie
Componența lingvistică a localității Oleksandrivka
     Ucraineană (96,31%)
     Rusă (3,69%)
Conform recensământului din 2001, majoritatea populației localității Oleksandrivka era vorbitoare de ucraineană (96,31%), existând în minoritate și vorbitori de rusă (3,69%).